# Silene stewartii
Silene stewartii är en nejlikväxtart som först beskrevs av Michael Pakenham Edgeworth, och fick sitt nu gällande namn av N.C. Majumdar. Silene stewartii ingår i släktet glimmar, och familjen nejlikväxter. Inga underarter finns listade i Catalogue of Life.